# إيليفاس شيفوتي
إيليفاس شيفوتي (بالإنجليزية: Eliphas Shivute)‏ (27 سبتمبر 1974 في ناميبيا - ) هو لاعب كرة قدم ناميبي في مركز الهجوم، شارك في كأس الأمم الأفريقية 1998. وشارك مع منتخب ناميبيا لكرة القدم. أما مع النوادي، فقد لعب مع نادي تشوكاريتشكي ونادي داليان شيده ونادي ماذرويل ونادي شنجن وEleven Arrows F.C. ‏.

## وصلات خارجية
- إيليفاس شيفوتي على موقع قاعدة بيانات كرة القدم.إي يو (الإنجليزية)
- إيليفاس شيفوتي على موقع ناشيونال فوتبول تيمز (الإنجليزية)
- إيليفاس شيفوتي على موقع Soccerbase.com (لاعب) (الإنجليزية)